# Alcollarín
Alcollarín település Spanyolországban, Cáceres tartományban. Alcollarín Abertura, Campo Lugar és Madrigalejo községekkel határos. Lakosainak száma 266 fő (2024).

## Népesség
A település népessége az elmúlt években az alábbi módon változott:
| Lakosok száma | 346  | 310  | 312  | 266  | 260  | 270  | 249  | 289  | 279  | 266  |
|               | 2001 | 2004 | 2006 | 2009 | 2011 | 2014 | 2016 | 2019 | 2021 | 2024 |